# Champeau-en-Morvan
Champeau-en-Morvan is een gemeente in het Franse departement Côte-d'Or (regio Bourgogne-Franche-Comté) en telt 237 inwoners (1999). De plaats maakt deel uit van het arrondissement Montbard.

## Geografie
De oppervlakte van Champeau-en-Morvan bedraagt 35,0 km², de bevolkingsdichtheid is 6,8 inwoners per km².
De onderstaande kaart toont de ligging van Champeau-en-Morvan met de belangrijkste infrastructuur en aangrenzende gemeenten.

## Demografie
Onderstaande figuur toont het verloop van het inwonertal (bron: INSEE-tellingen).

1. ↑  Populations de référence 2022.